# Paraninfo de la Universidad del País Vasco
El paraninfo de la Universidad del País Vasco (en euskera Bizkaia Aretoa UPV/EHU)  es un edificio diseñado por el arquitecto portugués Álvaro Siza, ubicado en la zona de Abandoibarra de Bilbao en el País Vasco (España). Fue inaugurado el 21 de septiembre de 2010.
Alberga el paraninfo de la Universidad del País Vasco, complementando a la Biblioteca de la Universidad de Deusto, diseñada por Rafael Moneo. Con forma de L, su fachada principal está recubierta de azulejos grises artesanales, resaltando el resto en mármol blanco. Rodean al edificio, además de la biblioteca, la Torre Iberdrola, el Museo Guggenheim Bilbao y la plaza Euskadi.